# Famila Basket Schio 2020-2021
Questa voce raccoglie le informazioni riguardanti la Famila Basket Schio nelle competizioni ufficiali della stagione 2020-2021.

## Stagione
La stagione 2020-2021 è stata la ventinovesima consecutiva che la squadra scledense ha disputato in Serie A1.

## Verdetti stagionali
Competizioni nazionali
- Serie A1: (31 partite)

stagione regolare: 2º posto su 14 squadre (24-2);
play-off: finale persa contro Venezia (2-3).
- Coppa Italia: (3 partite)

finale vinta contro Venezia (69-55).
- Supercoppa italiana: (3 partite)

Finale persa contro Venezia.
Competizioni europee
- EuroLega: (6 partite)

stagione regolare: 3º posto su 4 squadre nel gruppo C (3-3);

## Roster
|    | Naz.                                              | Ruolo | Sportivo           | Anno | Alt. |  |       |
| -- | ------------------------------------------------- | ----- | ------------------ | ---- | ---- |  | ----- |
| 0  | Italia (bandiera)                                 | C     | Jasmine Keys       | 1997 | 192  |  |       |
| 3  | Italia (bandiera)                                 | P     | Silvia Viviani     | 2001 | 165  |  |       |
| 5  | Belgio (bandiera)                                 | G     | Kim Mestdagh       | 1990 | 178  |  | [ 1 ] |
| 6  | Italia (bandiera)                                 | A     | Sabrina Cinili     | 1989 | 190  |  |       |
| 7  | Francia (bandiera)                                | C     | Sandrine Gruda     | 1987 | 193  |  |       |
| 10 | Italia (bandiera)                                 | GA    | Valeria De Pretto  | 1991 | 185  |  |       |
| 11 | Canada (bandiera)                                 | C     | Natalie Achonwa    | 1992 | 193  |  | [ 2 ] |
| 13 | Italia (bandiera)                                 | A     | Michela Battilotti | 2000 | 172  |  | [ 3 ] |
| 14 | Italia (bandiera)                                 | G     | Martina Crippa     | 1989 | 178  |  |       |
| 22 | Italia (bandiera)                                 | C     | Olbis Futo Andrè   | 1998 | 192  |  |       |
| 23 | Italia (bandiera)                                 | P     | Francesca Dotto    | 1993 | 170  |  |       |
| 30 | Italia (bandiera)                                 | P     | Stefania Trimboli  | 1996 | 176  |  |       |
| 33 | Nuova Zelanda (bandiera) · Regno Unito (bandiera) | AC    | Jillian Harmon     | 1987 | 185  |  |       |
| 76 | Italia (bandiera)                                 | PG    | Giorgia Sottana    | 1988 | 176  |  |       |
| 4  | Stati Uniti (bandiera)                            | G     | Natasha Cloud      | 1992 | 183  |  | [ 4 ] |

## Statistiche

### Statistiche di squadra
| Competizione        | Punti | In casa | In casa | In casa | In casa | In casa | In trasferta | In trasferta | In trasferta | In trasferta | In trasferta | Totale | Totale | Totale | Totale | Totale | Totale |
| Competizione        | Punti | G       | V       | P       | Ptf     | Pts     | G            | V            | P            | Ptf          | Pts          | G      | V      | P      | Ptf    | Pts    | Diff.  |
| ------------------- | ----- | ------- | ------- | ------- | ------- | ------- | ------------ | ------------ | ------------ | ------------ | ------------ | ------ | ------ | ------ | ------ | ------ | ------ |
| Serie A1            | 48    | 13      | 13      | 0       | 1126    | 733     | 13           | 11           | 2            | 954          | 733          | 26     | 24     | 2      | 2080   | 1466   | +614   |
| Play-off            |       | 4       | 4       | 0       | 237     | 208     | 5            | 2            | 3            | 257          | 279          | 9      | 6      | 3      | 494    | 487    | +7     |
| EuroLega            | 9     | 3       | 2       | 1       | 211     | 220     | 3            | 1            | 2            | 220          | 236          | 6      | 3      | 3      | 431    | 456    | -25    |
| Coppa Italia        |       | -       | -       | -       | -       | -       | 3            | 3            | 0            | 226          | 177          | 3      | 3      | 0      | 226    | 177    | +49    |
| Supercoppa italiana |       | 3       | 2       | 1       | 254     | 185     | -            | -            | -            | -            | -            | 3      | 2      | 1      | 254    | 185    | +69    |
| Totale              | 57    | 23      | 21      | 2       | 1828    | 1346    | 24           | 17           | 7            | 1657         | 1425         | 47     | 38     | 9      | 3485   | 2771   | +714   |

### Statistiche delle giocatrici
Campionato (stagione regolare e play-off)
| Giocatrice        | Partite | Partite | Min. | Pun | Tiri da 2 | Tiri da 2 | Tiri da 2 | Tiri da 3 | Tiri da 3 | Tiri da 3 | Tiri Liberi | Tiri Liberi | Tiri Liberi | Rimbalzi | Rimbalzi | Rimbalzi | Palle | Palle | Stopp. | Stopp. | Ass | Falli | Falli | Val. |
| Giocatrice        | Pr      | PG      | Min. | Pun | R         | T         | %         | R         | T         | %         | R           | T           | %           | D        | O        | T        | P     | R     | S      | D      | Ass | F     | S     | Val. |
| ----------------- | ------- | ------- | ---- | --- | --------- | --------- | --------- | --------- | --------- | --------- | ----------- | ----------- | ----------- | -------- | -------- | -------- | ----- | ----- | ------ | ------ | --- | ----- | ----- | ---- |
| Natalie Achonwa   | 12      | 12      | 300  | 164 | 65        | 119       | 55        | 0         | 4         | 0         | 34          | 42          | 81          | 73       | 22       | 95       | 15    | 13    | 2      | 2      | 30  | 24    | 33    | 230  |
| Olbis Futo Andrè  | 28      | 27      | 525  | 209 | 85        | 165       | 52        |           |           |           | 39          | 57          | 68          | 78       | 49       | 127      | 31    | 20    | 4      | 13     | 32  | 58    | 48    | 258  |
| Sabrina Cinili    | 31      | 31      | 693  | 193 | 45        | 88        | 51        | 30        | 84        | 36        | 13          | 16          | 81          | 58       | 14       | 72       | 28    | 21    |        | 6      | 47  | 38    | 23    | 196  |
| Natasha Cloud     | 3       | 2       | 60   | 17  | 1         | 6         | 17        | 5         | 12        | 42        |             |             |             | 9        |          | 9        | 5     | 2     | 1      |        | 10  | 6     | 2     | 16   |
| Martina Crippa    | 30      | 28      | 500  | 94  | 22        | 50        | 44        | 11        | 56        | 20        | 17          | 21          | 81          | 41       | 21       | 62       | 16    | 26    | 1      |        | 58  | 28    | 33    | 151  |
| Valeria De Pretto | 30      | 29      | 455  | 140 | 46        | 90        | 51        | 5         | 25        | 20        | 33          | 47          | 70          | 55       | 8        | 63       | 17    | 11    | 2      | 5      | 25  | 26    | 40    | 161  |
| Francesca Dotto   | 28      | 24      | 492  | 138 | 48        | 115       | 42        | 7         | 42        | 17        | 21          | 30          | 70          | 49       | 14       | 63       | 42    | 27    | 7      | 2      | 100 | 36    | 42    | 176  |
| Sandrine Gruda    | 29      | 29      | 770  | 435 | 178       | 302       | 59        | 0         | 1         | 0         | 79          | 96          | 82          | 126      | 75       | 201      | 41    | 23    | 3      | 21     | 53  | 38    | 90    | 599  |
| Jillian Harmon    | 28      | 28      | 763  | 314 | 120       | 234       | 51        | 3         | 10        | 30        | 65          | 84          | 77          | 136      | 43       | 179      | 26    | 35    | 8      | 8      | 66  | 32    | 74    | 470  |
| Jasmine Keys      | 30      | 30      | 505  | 182 | 70        | 122       | 57        | 5         | 23        | 22        | 27          | 39          | 69          | 109      | 35       | 144      | 34    | 25    | 2      | 19     | 27  | 56    | 48    | 271  |
| Kim Mestdagh      | 22      | 22      | 566  | 238 | 40        | 74        | 54        | 45        | 113       | 40        | 23          | 25          | 92          | 88       | 6        | 94       | 29    | 32    | 3      | 2      | 73  | 26    | 46    | 323  |
| Giorgia Sottana   | 30      | 30      | 683  | 331 | 60        | 157       | 38        | 59        | 124       | 48        | 34          | 47          | 72          | 54       | 8        | 62       | 69    | 25    | 3      | 2      | 115 | 42    | 67    | 313  |
| Stefania Trimboli | 22      | 21      | 310  | 77  | 12        | 44        | 27        | 15        | 48        | 31        | 8           | 12          | 67          | 52       | 10       | 62       | 25    | 21    | 4      | 1      | 35  | 33    | 31    | 96   |
| Silvia Viviani    | 7       | 1       | 4    | 2   | 1         | 2         | 50        |           |           |           |             |             |             | 1        |          | 1        | 2     |       | 1      |        |     |       |       | -1   |